# École estonienne de diplomatie
L'école estonienne de diplomatie (estonien : Eesti Diplomaatide Kool, sigle EDK) est une école supérieure privée de Tallinn en Estonie.

## Présentation
L'école de diplomatie est installée dans le bâtiment de la bibliothèque nationale d'Estonie.
C'est un établissement spécialisé en recherche et développement et enseignement dans le domaine des relations internationales. 
L'école estonienne de diplomatie (ESD) a été créée en 1990 dans le but de former du personnel compétent pour le Ministère des Affaires étrangères. 
L'école suit l'évolution de la politique de voisinage de l'Union européenne (PEV), avec un intérêt particulier pour l'initiative du partenariat oriental (partenariat oriental) lancée en 2009. Cette année-là, l'école a commencé à organiser et à organiser des séminaires et des conférences multilatérales à l'intention des représentants des États du 6 Pays du Partenariat oriental: Arménie, Azerbaïdjan, Biélorussie, Géorgie, Moldavie et Ukraine.
Dans la région du Partenariat oriental, l'école a travaillé en étroite collaboration avec ses institutions homologues (académies diplomatiques et centres de formation) en Arménie, en Géorgie et en Ukraine pour aider au renforcement des institutions et le développement du curriculum
Actuellement, le programme de bourses d'ESD accepte des étudiants de nombreux pays à travers le monde, du partenariat oriental et des États d'Asie centrale à l'Afrique, à l'Asie et aux Caraïbes.

## Galerie

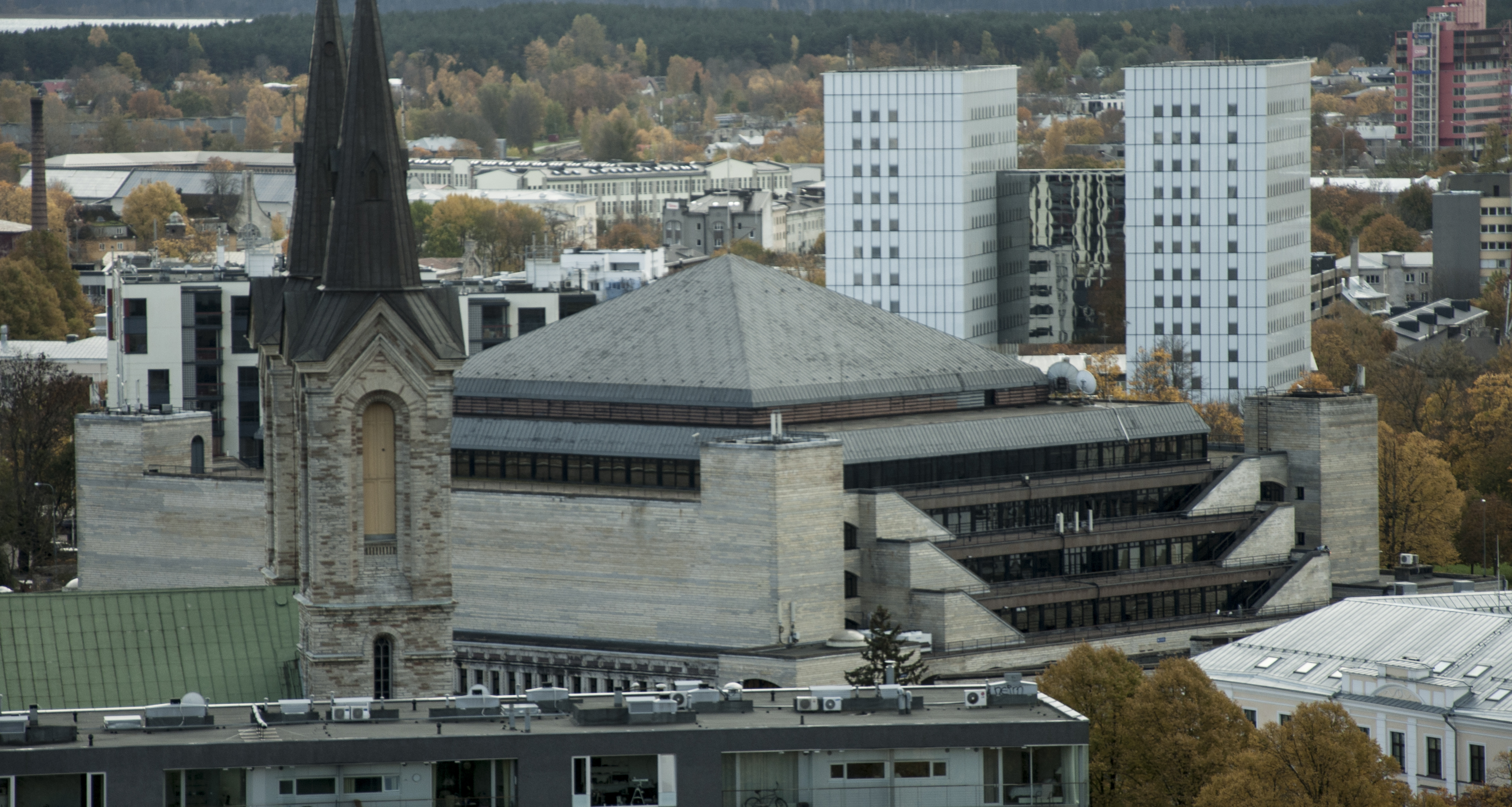